# Lista över fotbollsövergångar i Allsvenskan i Sverige 2018
Detta är en lista över fotbollsövergångar i Allsvenskan i Sverige säsongen 2018.

## Allsvenskan

### AIK

#### Vinterövergångar 2017/2018
| Nr | Land    | Pos | Namn                                              |
| -- | ------- | --- | ------------------------------------------------- |
|    | Ghana   | MF  | Enoch Kofi Adu (från Akhisar Belediyespor)        |
|    | Serbien | MV  | Budimir Janošević (från IF Brommapojkarna)        |
|    | Sverige | F   | Robert Lundström (från Vålerengen)                |
|    | Sverige | A   | Stefan Silva (från Palermo)                       |
|    | Sverige | F   | Joel Ekstrand (från Rotherham United)             |
|    | Norge   | MF  | Tarik Elyounoussi (från Olympiakos)               |
|    | Sverige | F   | Alexander Milošević (från Besiktas)               |
|    | Sverige | F   | Robin Jansson (från IK Oddevold)                  |
|    | Sverige | A   | Nabil Bahoui (Inlånad från Grasshoppers)          |
|    | Sverige | MF  | Bilal Hussein (Uppflyttad från U19-laget)         |
|    | Irak    | MF  | Ahmed Yasin (Återvänder efter lån från BK Häcken) |
|    | Sverige | MF  | Anton Salétros (Återvänder efter lån från Újpest) |

| Nr | Land    | Pos | Namn                                              |
| -- | ------- | --- | ------------------------------------------------- |
|    | Ghana   | MF  | Enoch Kofi Adu (från Akhisar Belediyespor)        |
|    | Serbien | MV  | Budimir Janošević (från IF Brommapojkarna)        |
|    | Sverige | F   | Robert Lundström (från Vålerengen)                |
|    | Sverige | A   | Stefan Silva (från Palermo)                       |
|    | Sverige | F   | Joel Ekstrand (från Rotherham United)             |
|    | Norge   | MF  | Tarik Elyounoussi (från Olympiakos)               |
|    | Sverige | F   | Alexander Milošević (från Besiktas)               |
|    | Sverige | F   | Robin Jansson (från IK Oddevold)                  |
|    | Sverige | A   | Nabil Bahoui (Inlånad från Grasshoppers)          |
|    | Sverige | MF  | Bilal Hussein (Uppflyttad från U19-laget)         |
|    | Irak    | MF  | Ahmed Yasin (Återvänder efter lån från BK Häcken) |
|    | Sverige | MF  | Anton Salétros (Återvänder efter lån från Újpest) |

| Nr | Land      | Pos | Namn                                                         |
| -- | --------- | --- | ------------------------------------------------------------ |
| 24 | Sverige   | MF  | Stefan Ishizaki (till IF Elfsborg)                           |
| 8  | Sverige   | MF  | Johan Blomberg (till Colorado Rapids)                        |
| 20 | Nigeria   | A   | Chinedu Obasi (till Bolton Wanderers)                        |
| -  | Sverige   | F   | Noah Sonko Sundberg (till Östersunds FK)                     |
| 39 | Sverige   | MF  | Amin Affane (till IFK Göteborg)                              |
| 4  | Sverige   | F   | Nils-Eric Johansson (Avslutat karriären)                     |
| -  | Sverige   | MF  | Christos Gravius (Utlånad till Degerfors IF)                 |
| 11 | Finland   | A   | Eero Markkanen (Utlånad till Randers)                        |
| 17 | Sverige   | A   | Daniel Mushitu (Utlånad till Vasalunds IF)                   |
| 14 | Finland   | F   | Robert Taylor (Utlånad till Tromsö)                          |
| 23 | Sverige   | MF  | Rickson Mansiamina (Utlånad till Vasalunds IF)               |
| 6  | Sverige   | MF  | Simon Thern (Återvänder efter lån till Heerenveen)           |
| 15 | Argentina | F   | Agustín Gómez (Återvänder efter lån till Defensa y Justicia) |

| Nr | Land      | Pos | Namn                                                         |
| -- | --------- | --- | ------------------------------------------------------------ |
| 24 | Sverige   | MF  | Stefan Ishizaki (till IF Elfsborg)                           |
| 8  | Sverige   | MF  | Johan Blomberg (till Colorado Rapids)                        |
| 20 | Nigeria   | A   | Chinedu Obasi (till Bolton Wanderers)                        |
| -  | Sverige   | F   | Noah Sonko Sundberg (till Östersunds FK)                     |
| 39 | Sverige   | MF  | Amin Affane (till IFK Göteborg)                              |
| 4  | Sverige   | F   | Nils-Eric Johansson (Avslutat karriären)                     |
| -  | Sverige   | MF  | Christos Gravius (Utlånad till Degerfors IF)                 |
| 11 | Finland   | A   | Eero Markkanen (Utlånad till Randers)                        |
| 17 | Sverige   | A   | Daniel Mushitu (Utlånad till Vasalunds IF)                   |
| 14 | Finland   | F   | Robert Taylor (Utlånad till Tromsö)                          |
| 23 | Sverige   | MF  | Rickson Mansiamina (Utlånad till Vasalunds IF)               |
| 6  | Sverige   | MF  | Simon Thern (Återvänder efter lån till Heerenveen)           |
| 15 | Argentina | F   | Agustín Gómez (Återvänder efter lån till Defensa y Justicia) |

#### Sommarövergångar 2018
| Nr | Land    | Pos | Namn                                               |
| -- | ------- | --- | -------------------------------------------------- |
|    | Sverige | MF  | Sebastian Larsson (från Hull City)                 |
|    | Finland | A   | Eero Markkanen (Återvänder efter lån från Randers) |

| Nr | Land    | Pos | Namn                                               |
| -- | ------- | --- | -------------------------------------------------- |
|    | Sverige | MF  | Sebastian Larsson (från Hull City)                 |
|    | Finland | A   | Eero Markkanen (Återvänder efter lån från Randers) |

| Nr | Land    | Pos | Namn                                                  |
| -- | ------- | --- | ----------------------------------------------------- |
| 16 | Sverige | MF  | Anton Salétros (till Rostov)                          |
| 17 | Sverige | MF  | Nabil Bahoui (Återvänder efter lån till Grasshoppers) |

| Nr | Land    | Pos | Namn                                                  |
| -- | ------- | --- | ----------------------------------------------------- |
| 16 | Sverige | MF  | Anton Salétros (till Rostov)                          |
| 17 | Sverige | MF  | Nabil Bahoui (Återvänder efter lån till Grasshoppers) |

### BK Häcken

#### Vinterövergångar 2017/2018
| Nr | Land          | Pos | Namn                                                      |
| -- | ------------- | --- | --------------------------------------------------------- |
|    | Sverige       | MF  | Karl Bohm (från Utsiktens BK)                             |
|    | Sverige       | F   | Johan Hammar (från Örgryte IS)                            |
|    | Sverige       | F   | Alexander Angelin (från Utsiktens BK)                     |
|    | Sverige       | A   | Viktor Lundberg (från Marítimo)                           |
|    | Nederländerna | A   | Moestafa El Kabir (Inlånad från Antalyaspor)              |
|    | Sverige       | MF  | Lucas Hedlund (Uppflyttad från U19-laget)                 |
|    | Sverige       | MF  | Gustav Berggren (Återvänder efter lån från Varbergs BoIS) |

| Nr | Land          | Pos | Namn                                                      |
| -- | ------------- | --- | --------------------------------------------------------- |
|    | Sverige       | MF  | Karl Bohm (från Utsiktens BK)                             |
|    | Sverige       | F   | Johan Hammar (från Örgryte IS)                            |
|    | Sverige       | F   | Alexander Angelin (från Utsiktens BK)                     |
|    | Sverige       | A   | Viktor Lundberg (från Marítimo)                           |
|    | Nederländerna | A   | Moestafa El Kabir (Inlånad från Antalyaspor)              |
|    | Sverige       | MF  | Lucas Hedlund (Uppflyttad från U19-laget)                 |
|    | Sverige       | MF  | Gustav Berggren (Återvänder efter lån från Varbergs BoIS) |

| Nr | Land    | Pos | Namn                                                        |
| -- | ------- | --- | ----------------------------------------------------------- |
| 16 | Sverige | MF  | Albin Skoglund (till Varbergs BoIS)                         |
| 12 | Ghana   | MF  | Mohammed Abubakari (till Helsingborgs IF)                   |
| 23 | Sverige | F   | David Engström (till Örgryte IS)                            |
| 14 | Sverige | F   | Jakob Lindström (till Örgryte IS)                           |
| 13 | Sverige | A   | Mathias Ranégie (till Syrianska FC)                         |
| 9  | Sverige | MF  | Alexander Farnerud (Klubb ej klar)                          |
| 25 | Sverige | F   | Egzon Binaku (till Malmö FF)                                |
| 22 | Nigeria | A   | Chisom Egbuchulam (Återvänder efter lån till Enugu Rangers) |
| 7  | Irak    | MF  | Ahmed Yasin (Återvänder efter lån till AIK)                 |

| Nr | Land    | Pos | Namn                                                        |
| -- | ------- | --- | ----------------------------------------------------------- |
| 16 | Sverige | MF  | Albin Skoglund (till Varbergs BoIS)                         |
| 12 | Ghana   | MF  | Mohammed Abubakari (till Helsingborgs IF)                   |
| 23 | Sverige | F   | David Engström (till Örgryte IS)                            |
| 14 | Sverige | F   | Jakob Lindström (till Örgryte IS)                           |
| 13 | Sverige | A   | Mathias Ranégie (till Syrianska FC)                         |
| 9  | Sverige | MF  | Alexander Farnerud (Klubb ej klar)                          |
| 25 | Sverige | F   | Egzon Binaku (till Malmö FF)                                |
| 22 | Nigeria | A   | Chisom Egbuchulam (Återvänder efter lån till Enugu Rangers) |
| 7  | Irak    | MF  | Ahmed Yasin (Återvänder efter lån till AIK)                 |

#### Sommarövergångar 2018
| Nr | Land    | Pos | Namn                                 |
| -- | ------- | --- | ------------------------------------ |
|    | Nigeria | F   | Godswill Ekpolo (från Mérida)        |
|    | Sverige | F   | Ali Suljic (från Chelsea)            |
|    | Sverige | F   | Alexander Jeremejeff (från Malmö FF) |

| Nr | Land    | Pos | Namn                                 |
| -- | ------- | --- | ------------------------------------ |
|    | Nigeria | F   | Godswill Ekpolo (från Mérida)        |
|    | Sverige | F   | Ali Suljic (från Chelsea)            |
|    | Sverige | F   | Alexander Jeremejeff (från Malmö FF) |

| Nr | Land          | Pos | Namn                                                      |
| -- | ------------- | --- | --------------------------------------------------------- |
| 25 | Sverige       | F   | Alexander Angelin (till GAIS)                             |
| 88 | Nederländerna | A   | Moestafa El Kabir (Återvänder efter lån till Antalyaspor) |

| Nr | Land          | Pos | Namn                                                      |
| -- | ------------- | --- | --------------------------------------------------------- |
| 25 | Sverige       | F   | Alexander Angelin (till GAIS)                             |
| 88 | Nederländerna | A   | Moestafa El Kabir (Återvänder efter lån till Antalyaspor) |

### Dalkurd FF

#### Vinterövergångar 2017/2018
| Nr | Land                    | Pos | Namn                                                 |
| -- | ----------------------- | --- | ---------------------------------------------------- |
|    | Norge                   | MF  | Oliver Berg (från Odd)                               |
|    | Bosnien och Hercegovina | F   | Irfan Jasarevic (från Krupa)                         |
|    | Turkiet                 | MV  | Abdülaziz Demircan (från Konyaspor)                  |
|    | Sverige                 | MF  | Ferhad Ayaz (från Örebro SK)                         |
|    | Sverige                 | F   | Simon Strand (från Lyngby)                           |
|    | Sierra Leone            | A   | Mohamed Buya Turay (från AFC Eskilstuna)             |
|    | Sverige                 | MF  | Johan Bertilsson (från Östersunds FK)                |
|    | Sverige                 | MV  | Leopold Wahlstedt (från FC Djursholm)                |
|    | Sverige                 | MV  | Sixten Mohlin (Inlånad från Malmö FF)                |
|    | Marocko                 | A   | Younes Bnou Marzouk (Inlånad från Lugano)            |
|    | Kosovo                  | A   | Leonard Pllana (Återvänder efter lån från Norrby IF) |

| Nr | Land                    | Pos | Namn                                                 |
| -- | ----------------------- | --- | ---------------------------------------------------- |
|    | Norge                   | MF  | Oliver Berg (från Odd)                               |
|    | Bosnien och Hercegovina | F   | Irfan Jasarevic (från Krupa)                         |
|    | Turkiet                 | MV  | Abdülaziz Demircan (från Konyaspor)                  |
|    | Sverige                 | MF  | Ferhad Ayaz (från Örebro SK)                         |
|    | Sverige                 | F   | Simon Strand (från Lyngby)                           |
|    | Sierra Leone            | A   | Mohamed Buya Turay (från AFC Eskilstuna)             |
|    | Sverige                 | MF  | Johan Bertilsson (från Östersunds FK)                |
|    | Sverige                 | MV  | Leopold Wahlstedt (från FC Djursholm)                |
|    | Sverige                 | MV  | Sixten Mohlin (Inlånad från Malmö FF)                |
|    | Marocko                 | A   | Younes Bnou Marzouk (Inlånad från Lugano)            |
|    | Kosovo                  | A   | Leonard Pllana (Återvänder efter lån från Norrby IF) |

| Nr | Land           | Pos | Namn                                        |
| -- | -------------- | --- | ------------------------------------------- |
| 19 | Sverige        | F   | Kujtim Bala (Avslutat karriären)            |
| 22 | Sierra Leone   | A   | Mohamed Bangura (till Akropolis IF)         |
| 30 | Sverige        | MV  | Robertino Kljajic (Klubb ej klar)           |
| 1  | Sverige        | MV  | Frank Pettersson (till Jönköpings Södra IF) |
| 23 | Sverige        | MF  | Oscar Lundin (till IK Brage)                |
| 12 | Sverige        | A   | Richard Yarsuvat (till Norrby IF)           |
| 18 | Spanien        | F   | Jalid Kerkich (till IK Brage)               |
| 20 | Nordmakedonien | MF  | Predrag Ranđelović (till IFK Värnamo)       |

| Nr | Land           | Pos | Namn                                        |
| -- | -------------- | --- | ------------------------------------------- |
| 19 | Sverige        | F   | Kujtim Bala (Avslutat karriären)            |
| 22 | Sierra Leone   | A   | Mohamed Bangura (till Akropolis IF)         |
| 30 | Sverige        | MV  | Robertino Kljajic (Klubb ej klar)           |
| 1  | Sverige        | MV  | Frank Pettersson (till Jönköpings Södra IF) |
| 23 | Sverige        | MF  | Oscar Lundin (till IK Brage)                |
| 12 | Sverige        | A   | Richard Yarsuvat (till Norrby IF)           |
| 18 | Spanien        | F   | Jalid Kerkich (till IK Brage)               |
| 20 | Nordmakedonien | MF  | Predrag Ranđelović (till IFK Värnamo)       |

#### Sommarövergångar 2018
| Nr | Land | Pos | Namn |
| -- | ---- | --- | ---- |

| Nr | Land | Pos | Namn |
| -- | ---- | --- | ---- |

| Nr | Land    | Pos | Namn                               |
| -- | ------- | --- | ---------------------------------- |
| 12 | Turkiet | MV  | Abdülaziz Demircan (Klubb ej klar) |

| Nr | Land    | Pos | Namn                               |
| -- | ------- | --- | ---------------------------------- |
| 12 | Turkiet | MV  | Abdülaziz Demircan (Klubb ej klar) |

### Djurgårdens IF

#### Vinterövergångar 2017/2018
| Nr | Land     | Pos | Namn                                                           |
| -- | -------- | --- | -------------------------------------------------------------- |
|    | Sverige  | F   | Johan Andersson (från IK Sirius)                               |
|    | Sverige  | MF  | Jonathan Ring (från Kalmar FF)                                 |
|    | Sverige  | MF  | Dzenis Kozica (från Jönköpings Södra IF)                       |
|    | Sverige  | MF  | Hampus Finndell (från Groningen)                               |
|    | Norge    | MF  | Fredrik Ulvestad (från Burnley)                                |
|    | Sverige  | F   | Marcus Danielsson (från GIF Sundsvall)                         |
|    | Zambia   | A   | Edward Chilufya (från Mpande Academy)                          |
|    | Sverige  | F   | Matteo Catenacci (från IF Brommapojkarna U19)                  |
|    | Armenien | A   | Jowra Movsisian (Inlånad från Real Salt Lake)                  |
|    | Sverige  | MF  | Jesper Karlström (Återvänder efter lån från IF Brommapojkarna) |
|    | Sverige  | MF  | Besard Sabovic (Återvänder efter lån från IF Brommapojkarna)   |

| Nr | Land     | Pos | Namn                                                           |
| -- | -------- | --- | -------------------------------------------------------------- |
|    | Sverige  | F   | Johan Andersson (från IK Sirius)                               |
|    | Sverige  | MF  | Jonathan Ring (från Kalmar FF)                                 |
|    | Sverige  | MF  | Dzenis Kozica (från Jönköpings Södra IF)                       |
|    | Sverige  | MF  | Hampus Finndell (från Groningen)                               |
|    | Norge    | MF  | Fredrik Ulvestad (från Burnley)                                |
|    | Sverige  | F   | Marcus Danielsson (från GIF Sundsvall)                         |
|    | Zambia   | A   | Edward Chilufya (från Mpande Academy)                          |
|    | Sverige  | F   | Matteo Catenacci (från IF Brommapojkarna U19)                  |
|    | Armenien | A   | Jowra Movsisian (Inlånad från Real Salt Lake)                  |
|    | Sverige  | MF  | Jesper Karlström (Återvänder efter lån från IF Brommapojkarna) |
|    | Sverige  | MF  | Besard Sabovic (Återvänder efter lån från IF Brommapojkarna)   |

| Nr | Land            | Pos | Namn                                                    |
| -- | --------------- | --- | ------------------------------------------------------- |
| 3  | Sverige         | F   | Elliot Käck (till Start)                                |
| 16 | Sverige         | MF  | Kim Källström (Avslutat karriären)                      |
| 7  | Sverige         | A   | Magnus Eriksson (till San Jose Earthquakes)             |
| 2  | Sverige         | F   | Tim Björkström (till IK Sirius)                         |
| 36 | Sverige         | MF  | Filip Tasic (till Vasalunds IF)                         |
| 31 | Sverige         | F   | Marcus Enström (till Akropolis IF)                      |
| 58 | Nederländerna   | MF  | Othman El Kabir (till Ural)                             |
| 29 | Nigeria         | A   | Haruna Garba (Utlånad till Gżira United)                |
| 23 | Sverige         | MF  | Joseph Ceesay (Utlånad till IK Frej)                    |
| 15 | Elfenbenskusten | F   | Souleymane Koné (Utlånad till FC DAC 1904)              |
| 19 | Sverige         | F   | Marcus Hansson (Utlånad till IK Frej)                   |
| -  | Sydafrika       | MF  | Mihlali Mayambela (Utlånad till IK Brage)               |
| 11 | Sverige         | A   | Amadou Jawo (Utlånad till IK Frej)                      |
| 17 | Sverige         | A   | Gustav Engvall (Återvänder efter lån till Bristol City) |

| Nr | Land            | Pos | Namn                                                    |
| -- | --------------- | --- | ------------------------------------------------------- |
| 3  | Sverige         | F   | Elliot Käck (till Start)                                |
| 16 | Sverige         | MF  | Kim Källström (Avslutat karriären)                      |
| 7  | Sverige         | A   | Magnus Eriksson (till San Jose Earthquakes)             |
| 2  | Sverige         | F   | Tim Björkström (till IK Sirius)                         |
| 36 | Sverige         | MF  | Filip Tasic (till Vasalunds IF)                         |
| 31 | Sverige         | F   | Marcus Enström (till Akropolis IF)                      |
| 58 | Nederländerna   | MF  | Othman El Kabir (till Ural)                             |
| 29 | Nigeria         | A   | Haruna Garba (Utlånad till Gżira United)                |
| 23 | Sverige         | MF  | Joseph Ceesay (Utlånad till IK Frej)                    |
| 15 | Elfenbenskusten | F   | Souleymane Koné (Utlånad till FC DAC 1904)              |
| 19 | Sverige         | F   | Marcus Hansson (Utlånad till IK Frej)                   |
| -  | Sydafrika       | MF  | Mihlali Mayambela (Utlånad till IK Brage)               |
| 11 | Sverige         | A   | Amadou Jawo (Utlånad till IK Frej)                      |
| 17 | Sverige         | A   | Gustav Engvall (Återvänder efter lån till Bristol City) |

#### Sommarövergångar 2018
| Nr | Land    | Pos | Namn                               |
| -- | ------- | --- | ---------------------------------- |
|    | Sverige | F   | Erik Johansson (från FC Köpenhamn) |

| Nr | Land    | Pos | Namn                               |
| -- | ------- | --- | ---------------------------------- |
|    | Sverige | F   | Erik Johansson (från FC Köpenhamn) |

| Nr | Land    | Pos | Namn                              |
| -- | ------- | --- | --------------------------------- |
| 21 | Norge   | A   | Julian Kristoffersen (till Hobro) |
| 22 | Sverige | F   | Felix Beijmo (till Werder Bremen) |

| Nr | Land    | Pos | Namn                              |
| -- | ------- | --- | --------------------------------- |
| 21 | Norge   | A   | Julian Kristoffersen (till Hobro) |
| 22 | Sverige | F   | Felix Beijmo (till Werder Bremen) |

### GIF Sundsvall

#### Vinterövergångar 2017/2018
| Nr | Land      | Pos | Namn                                                  |
| -- | --------- | --- | ----------------------------------------------------- |
|    | Spanien   | MF  | Juanjo Ciércoles (från Badalona)                      |
|    | Nigeria   | A   | Chidi Omeje (från AFC Eskilstuna)                     |
|    | Sverige   | MF  | Kim Skoglund (från IK Sirius)                         |
|    | Spanien   | F   | Samuel de los Reyes (från Córdoba)                    |
|    | Jordanien | F   | Jonathan Tamimi (från Jönköpings Södra IF)            |
|    | Iran      | MV  | Alireza Haghighi (från AFC Eskilstuna)                |
|    | Sverige   | MF  | Maic Sema (från NorthEast United)                     |
|    | Sverige   | MF  | Christian Rubio Sivodedov (Inlånad från Strömsgodset) |
|    | Sverige   | MF  | Sebastian Friman (Uppflyttad från U19-laget)          |

| Nr | Land      | Pos | Namn                                                  |
| -- | --------- | --- | ----------------------------------------------------- |
|    | Spanien   | MF  | Juanjo Ciércoles (från Badalona)                      |
|    | Nigeria   | A   | Chidi Omeje (från AFC Eskilstuna)                     |
|    | Sverige   | MF  | Kim Skoglund (från IK Sirius)                         |
|    | Spanien   | F   | Samuel de los Reyes (från Córdoba)                    |
|    | Jordanien | F   | Jonathan Tamimi (från Jönköpings Södra IF)            |
|    | Iran      | MV  | Alireza Haghighi (från AFC Eskilstuna)                |
|    | Sverige   | MF  | Maic Sema (från NorthEast United)                     |
|    | Sverige   | MF  | Christian Rubio Sivodedov (Inlånad från Strömsgodset) |
|    | Sverige   | MF  | Sebastian Friman (Uppflyttad från U19-laget)          |

| Nr | Land      | Pos | Namn                                                |
| -- | --------- | --- | --------------------------------------------------- |
| 15 | Sverige   | F   | Marcus Danielsson (till Djurgårdens IF)             |
| 21 | Sverige   | F   | Eric Larsson (till Malmö FF)                        |
| 35 | Sverige   | F   | Linus Sahlin (till Team TG FF)                      |
| 7  | Island    | MF  | Kristinn Steindórsson (till FH Hafnarfjördur)       |
| 6  | Island    | MF  | Kristinn Freyr Sigurdsson (till Valur)              |
| 23 | Sverige   | MF  | Jaudet Salih (Klubb ej klar)                        |
| 8  | Luxemburg | MF  | Lars Krogh Gerson (till IFK Norrköping)             |
| 11 | Sverige   | MF  | Sebastian Rajalakso (till Syrianska FC)             |
| 14 | Sverige   | A   | Samuel Aziz (Utlånad till IK Brage)                 |
| 19 | Sverige   | F   | Noah Sonko Sundberg (Återvänder efter lån till AIK) |

| Nr | Land      | Pos | Namn                                                |
| -- | --------- | --- | --------------------------------------------------- |
| 15 | Sverige   | F   | Marcus Danielsson (till Djurgårdens IF)             |
| 21 | Sverige   | F   | Eric Larsson (till Malmö FF)                        |
| 35 | Sverige   | F   | Linus Sahlin (till Team TG FF)                      |
| 7  | Island    | MF  | Kristinn Steindórsson (till FH Hafnarfjördur)       |
| 6  | Island    | MF  | Kristinn Freyr Sigurdsson (till Valur)              |
| 23 | Sverige   | MF  | Jaudet Salih (Klubb ej klar)                        |
| 8  | Luxemburg | MF  | Lars Krogh Gerson (till IFK Norrköping)             |
| 11 | Sverige   | MF  | Sebastian Rajalakso (till Syrianska FC)             |
| 14 | Sverige   | A   | Samuel Aziz (Utlånad till IK Brage)                 |
| 19 | Sverige   | F   | Noah Sonko Sundberg (Återvänder efter lån till AIK) |

#### Sommarövergångar 2018
| Nr | Land | Pos | Namn |
| -- | ---- | --- | ---- |

| Nr | Land | Pos | Namn |
| -- | ---- | --- | ---- |

| Nr | Land | Pos | Namn                        |
| -- | ---- | --- | --------------------------- |
|    | USA  | MF  | Romain Gall (till Malmö FF) |

| Nr | Land | Pos | Namn                        |
| -- | ---- | --- | --------------------------- |
|    | USA  | MF  | Romain Gall (till Malmö FF) |

### Hammarby IF

#### Vinterövergångar 2017/2018
| Nr | Land      | Pos | Namn                                                              |
| -- | --------- | --- | ----------------------------------------------------------------- |
|    | Sverige   | F   | Simon Sandberg (från Levski Sofia)                                |
|    | Brasilien | F   | Neto Borges (från Tubarao)                                        |
|    | Sverige   | MV  | Davor Blazević (från Assyriska FF)                                |
|    | Sverige   | F   | David Fällman (från Dalian Transcendence)                         |
|    | Sverige   | MF  | Erkan Zengin (från Eskişehirspor)                                 |
|    | Serbien   | A   | Nikola Đurđić (från Randers)                                      |
|    | Ghana     | MF  | Abdul Halik Hudu (från Inter Allies)                              |
|    | Ghana     | MF  | Gershon Koffie (Återvänder efter lån från New England Revolution) |
|    | Sverige   | A   | Imad Khalili (Återvänder efter lån från IF Brommapojkarna)        |

| Nr | Land      | Pos | Namn                                                              |
| -- | --------- | --- | ----------------------------------------------------------------- |
|    | Sverige   | F   | Simon Sandberg (från Levski Sofia)                                |
|    | Brasilien | F   | Neto Borges (från Tubarao)                                        |
|    | Sverige   | MV  | Davor Blazević (från Assyriska FF)                                |
|    | Sverige   | F   | David Fällman (från Dalian Transcendence)                         |
|    | Sverige   | MF  | Erkan Zengin (från Eskişehirspor)                                 |
|    | Serbien   | A   | Nikola Đurđić (från Randers)                                      |
|    | Ghana     | MF  | Abdul Halik Hudu (från Inter Allies)                              |
|    | Ghana     | MF  | Gershon Koffie (Återvänder efter lån från New England Revolution) |
|    | Sverige   | A   | Imad Khalili (Återvänder efter lån från IF Brommapojkarna)        |

| Nr | Land      | Pos | Namn                                  |
| -- | --------- | --- | ------------------------------------- |
| 2  | Island    | F   | Birkir Már Sævarsson (till Valur)     |
| 9  | Sverige   | F   | Stefan Batan (till Assyriska FF)      |
| 16 | Brasilien | A   | Rômulo (till Suphanburi)              |
| -  | Sverige   | F   | Oliver Silverholt (till Östers IF)    |
| 17 | Sverige   | MF  | Dusan Jajic (Utlånad till IK Frej)    |
| 16 | Sverige   | MF  | Leo Bengtsson (Utlånad till Gefle IF) |

| Nr | Land      | Pos | Namn                                  |
| -- | --------- | --- | ------------------------------------- |
| 2  | Island    | F   | Birkir Már Sævarsson (till Valur)     |
| 9  | Sverige   | F   | Stefan Batan (till Assyriska FF)      |
| 16 | Brasilien | A   | Rômulo (till Suphanburi)              |
| -  | Sverige   | F   | Oliver Silverholt (till Östers IF)    |
| 17 | Sverige   | MF  | Dusan Jajic (Utlånad till IK Frej)    |
| 16 | Sverige   | MF  | Leo Bengtsson (Utlånad till Gefle IF) |

#### Sommarövergångar 2018
| Nr | Land | Pos | Namn |
| -- | ---- | --- | ---- |

| Nr | Land | Pos | Namn |
| -- | ---- | --- | ---- |

| Nr | Land  | Pos | Namn                           |
| -- | ----- | --- | ------------------------------ |
| 28 | Ghana | MF  | Gershon Koffie (Klubb ej klar) |

| Nr | Land  | Pos | Namn                           |
| -- | ----- | --- | ------------------------------ |
| 28 | Ghana | MF  | Gershon Koffie (Klubb ej klar) |

### IF Brommapojkarna

#### Vinterövergångar 2017/2018
| Nr | Land    | Pos | Namn                                   |
| -- | ------- | --- | -------------------------------------- |
|    | Sverige | F   | Fritiof Björkén (från Östers IF)       |
|    | Sverige | MF  | Petar Petrović (från IFK Värnamo)      |
|    | Danmark | F   | Martin Rauschenberg (från Gefle IF)    |
|    | Sverige | MF  | Moustafa Zeidan (från Syrianska FC)    |
|    | Sverige | MF  | Rasmus Alm (från Landskrona BoIS)      |
|    | Sverige | MF  | Alexander Nilsson (från IK Sirius)     |
|    | Kenya   | MF  | Eric Johana Omondi (från Vasalunds IF) |
|    | Sverige | F   | Mohanad Jeahze (från IFK Norrköping)   |
|    | Norge   | A   | Bajram Ajeti (från Gefle IF)           |
|    | Spanien | MF  | Maikel (från Kongsvinger)              |
|    | Kenya   | F   | David Ochieng (från New York Cosmos)   |
|    | Serbien | MV  | Nikola Petric (från Mladost Lučani)    |
|    | Sverige | F   | Ludvig Öhman (från AFC Eskilstuna)     |

| Nr | Land    | Pos | Namn                                   |
| -- | ------- | --- | -------------------------------------- |
|    | Sverige | F   | Fritiof Björkén (från Östers IF)       |
|    | Sverige | MF  | Petar Petrović (från IFK Värnamo)      |
|    | Danmark | F   | Martin Rauschenberg (från Gefle IF)    |
|    | Sverige | MF  | Moustafa Zeidan (från Syrianska FC)    |
|    | Sverige | MF  | Rasmus Alm (från Landskrona BoIS)      |
|    | Sverige | MF  | Alexander Nilsson (från IK Sirius)     |
|    | Kenya   | MF  | Eric Johana Omondi (från Vasalunds IF) |
|    | Sverige | F   | Mohanad Jeahze (från IFK Norrköping)   |
|    | Norge   | A   | Bajram Ajeti (från Gefle IF)           |
|    | Spanien | MF  | Maikel (från Kongsvinger)              |
|    | Kenya   | F   | David Ochieng (från New York Cosmos)   |
|    | Serbien | MV  | Nikola Petric (från Mladost Lučani)    |
|    | Sverige | F   | Ludvig Öhman (från AFC Eskilstuna)     |

| Nr | Land    | Pos | Namn                                                        |
| -- | ------- | --- | ----------------------------------------------------------- |
| 4  | Sverige | F   | Carl Starfelt (till IFK Göteborg)                           |
| 17 | Sverige | A   | Viktor Gyökeres (till Brighton & Hove Albion)               |
| 20 | Serbien | MV  | Budimir Janošević (till AIK)                                |
| 3  | Sverige | F   | Kyle Konwea (till SJK)                                      |
| 14 | Sverige | F   | Joel Qwiberg (till San Jose Earthquakes)                    |
| 16 | Sverige | F   | Victor Fors (till IK Frej)                                  |
| 9  | Italien | A   | Luca Gerbino Polo (till IK Frej)                            |
| 19 | Sverige | MF  | Kevin Kabran (till Start)                                   |
| 13 | Sverige | MF  | Daniel Stensson (till Mestre)                               |
| 30 | Sverige | MV  | Viktor Göranzon (Utlånad till Umeå FC)                      |
| 12 | Sverige | A   | Love Reuterswärd (Utlånad till Assyriska FF)                |
| 10 | Sverige | A   | Imad Khalili (Återvänder efter lån till Hammarby IF)        |
| 8  | Sverige | MF  | Jesper Karlström (Återvänder efter lån till Djurgårdens IF) |
| 99 | Sverige | MF  | Besard Sabovic (Återvänder efter lån till Djurgårdens IF)   |

| Nr | Land    | Pos | Namn                                                        |
| -- | ------- | --- | ----------------------------------------------------------- |
| 4  | Sverige | F   | Carl Starfelt (till IFK Göteborg)                           |
| 17 | Sverige | A   | Viktor Gyökeres (till Brighton & Hove Albion)               |
| 20 | Serbien | MV  | Budimir Janošević (till AIK)                                |
| 3  | Sverige | F   | Kyle Konwea (till SJK)                                      |
| 14 | Sverige | F   | Joel Qwiberg (till San Jose Earthquakes)                    |
| 16 | Sverige | F   | Victor Fors (till IK Frej)                                  |
| 9  | Italien | A   | Luca Gerbino Polo (till IK Frej)                            |
| 19 | Sverige | MF  | Kevin Kabran (till Start)                                   |
| 13 | Sverige | MF  | Daniel Stensson (till Mestre)                               |
| 30 | Sverige | MV  | Viktor Göranzon (Utlånad till Umeå FC)                      |
| 12 | Sverige | A   | Love Reuterswärd (Utlånad till Assyriska FF)                |
| 10 | Sverige | A   | Imad Khalili (Återvänder efter lån till Hammarby IF)        |
| 8  | Sverige | MF  | Jesper Karlström (Återvänder efter lån till Djurgårdens IF) |
| 99 | Sverige | MF  | Besard Sabovic (Återvänder efter lån till Djurgårdens IF)   |

#### Sommarövergångar 2018
| Nr | Land    | Pos | Namn                                 |
| -- | ------- | --- | ------------------------------------ |
|    | Sverige | A   | Philip Hellquist (från PAS Giannina) |

| Nr | Land    | Pos | Namn                                 |
| -- | ------- | --- | ------------------------------------ |
|    | Sverige | A   | Philip Hellquist (från PAS Giannina) |

| Nr | Land | Pos | Namn |
| -- | ---- | --- | ---- |

| Nr | Land | Pos | Namn |
| -- | ---- | --- | ---- |

### IF Elfsborg

#### Vinterövergångar 2017/2018
| Nr | Land    | Pos | Namn                                          |
| -- | ------- | --- | --------------------------------------------- |
|    | Sverige | MF  | Stefan Ishizaki (från AIK)                    |
|    | Sverige | MF  | Robert Gojani (från Jönköpings Södra IF)      |
|    | Sverige | A   | Arian Kabashi (Uppflyttad från U19-laget)     |
|    | Sverige | F   | Christopher McVey (Uppflyttad från U19-laget) |
|    | Sverige | A   | Marokhy Ndione (Uppflyttad från U19-laget)    |

| Nr | Land    | Pos | Namn                                          |
| -- | ------- | --- | --------------------------------------------- |
|    | Sverige | MF  | Stefan Ishizaki (från AIK)                    |
|    | Sverige | MF  | Robert Gojani (från Jönköpings Södra IF)      |
|    | Sverige | A   | Arian Kabashi (Uppflyttad från U19-laget)     |
|    | Sverige | F   | Christopher McVey (Uppflyttad från U19-laget) |
|    | Sverige | A   | Marokhy Ndione (Uppflyttad från U19-laget)    |

| Nr | Land    | Pos | Namn                                             |
| -- | ------- | --- | ------------------------------------------------ |
| 9  | Sverige | A   | Lasse Nilsson (till Norrby IF)                   |
| 4  | Danmark | F   | Anders Randrup (till Helsingborgs IF)            |
| -  | Sverige | A   | Viktor Götesson (till Degerfors IF)              |
| 15 | Sverige | MF  | Rasmus Rosenqvist (Utlånad till Helsingborgs IF) |

| Nr | Land    | Pos | Namn                                             |
| -- | ------- | --- | ------------------------------------------------ |
| 9  | Sverige | A   | Lasse Nilsson (till Norrby IF)                   |
| 4  | Danmark | F   | Anders Randrup (till Helsingborgs IF)            |
| -  | Sverige | A   | Viktor Götesson (till Degerfors IF)              |
| 15 | Sverige | MF  | Rasmus Rosenqvist (Utlånad till Helsingborgs IF) |

#### Sommarövergångar 2018
| Nr | Land    | Pos | Namn                                                      |
| -- | ------- | --- | --------------------------------------------------------- |
|    | Sverige | MF  | Rasmus Rosenqvist (Återvänder efter lån från IF Elfsborg) |
|    | Sverige | MV  | Tim Rönning (Uppflyttad från U19-laget)                   |

| Nr | Land    | Pos | Namn                                                      |
| -- | ------- | --- | --------------------------------------------------------- |
|    | Sverige | MF  | Rasmus Rosenqvist (Återvänder efter lån från IF Elfsborg) |
|    | Sverige | MV  | Tim Rönning (Uppflyttad från U19-laget)                   |

| Nr | Land | Pos | Namn |
| -- | ---- | --- | ---- |

| Nr | Land | Pos | Namn |
| -- | ---- | --- | ---- |

### IFK Göteborg

#### Vinterövergångar 2017/2018
| Nr | Land     | Pos | Namn                                         |
| -- | -------- | --- | -------------------------------------------- |
|    | Sverige  | F   | Carl Starfelt (från IF Brommapojkarna)       |
|    | Norge    | MF  | Vajebah Sakor (från Juventus)                |
|    | Sverige  | F   | André Calisir (från Jönköpings Södra IF)     |
|    | Sverige  | F   | Victor Wernersson (från Vejle)               |
|    | Sverige  | MF  | Amin Affane (från AIK)                       |
|    | Norge    | MF  | Mikael Ingebrigtsen (från Tromsö)            |
|    | Georgien | MF  | Giorgi Kharaishvili (från Saburtalo Tbilisi) |
|    | Sverige  | MV  | Pontus Dahlberg (Inlånad från Watford)       |
|    | USA      | MF  | Mix Diskerud (Inlånad från Manchester City)  |
|    | Sverige  | A   | Gustav Engvall (Inlånad från Bristol City)   |
|    | Sverige  | MV  | Tom Amos (Uppflyttad från U19-laget)         |
|    | Sverige  | MF  | Andreas Öhman (Uppflyttad från U19-laget)    |

| Nr | Land     | Pos | Namn                                         |
| -- | -------- | --- | -------------------------------------------- |
|    | Sverige  | F   | Carl Starfelt (från IF Brommapojkarna)       |
|    | Norge    | MF  | Vajebah Sakor (från Juventus)                |
|    | Sverige  | F   | André Calisir (från Jönköpings Södra IF)     |
|    | Sverige  | F   | Victor Wernersson (från Vejle)               |
|    | Sverige  | MF  | Amin Affane (från AIK)                       |
|    | Norge    | MF  | Mikael Ingebrigtsen (från Tromsö)            |
|    | Georgien | MF  | Giorgi Kharaishvili (från Saburtalo Tbilisi) |
|    | Sverige  | MV  | Pontus Dahlberg (Inlånad från Watford)       |
|    | USA      | MF  | Mix Diskerud (Inlånad från Manchester City)  |
|    | Sverige  | A   | Gustav Engvall (Inlånad från Bristol City)   |
|    | Sverige  | MV  | Tom Amos (Uppflyttad från U19-laget)         |
|    | Sverige  | MF  | Andreas Öhman (Uppflyttad från U19-laget)    |

| Nr | Land            | Pos | Namn                                                         |
| -- | --------------- | --- | ------------------------------------------------------------ |
| 28 | Norge           | F   | Thomas Rogne (till Lech Poznan)                              |
| 8  | Danmark         | MF  | Søren Rieks (till Malmö FF)                                  |
| 11 | Bolivia         | MF  | Martin Smedberg-Dalence (till Bolívar)                       |
| -  | Sverige         | MV  | John Alvbåge (till Omonia Nicosia)                           |
| 16 | Sverige         | A   | Mikael Boman (till Randers)                                  |
| 12 | Sverige         | MV  | Pontus Dahlberg (till Watford)                               |
| 14 | Elfenbenskusten | MF  | Abdul Razak (till IK Sirius)                                 |
| 17 | Ghana           | MF  | Prosper Kasim (Utlånad till Mjällby AIF)                     |
| 18 | Ghana           | MF  | Lawson Sabah (Utlånad till FC Linköping City)                |
| 5  | Kanada          | MF  | Sam Adekugbe (Återvänder efter lån till Vancouver Whitecaps) |

| Nr | Land            | Pos | Namn                                                         |
| -- | --------------- | --- | ------------------------------------------------------------ |
| 28 | Norge           | F   | Thomas Rogne (till Lech Poznan)                              |
| 8  | Danmark         | MF  | Søren Rieks (till Malmö FF)                                  |
| 11 | Bolivia         | MF  | Martin Smedberg-Dalence (till Bolívar)                       |
| -  | Sverige         | MV  | John Alvbåge (till Omonia Nicosia)                           |
| 16 | Sverige         | A   | Mikael Boman (till Randers)                                  |
| 12 | Sverige         | MV  | Pontus Dahlberg (till Watford)                               |
| 14 | Elfenbenskusten | MF  | Abdul Razak (till IK Sirius)                                 |
| 17 | Ghana           | MF  | Prosper Kasim (Utlånad till Mjällby AIF)                     |
| 18 | Ghana           | MF  | Lawson Sabah (Utlånad till FC Linköping City)                |
| 5  | Kanada          | MF  | Sam Adekugbe (Återvänder efter lån till Vancouver Whitecaps) |

#### Sommarövergångar 2018
| Nr | Land | Pos | Namn |
| -- | ---- | --- | ---- |

| Nr | Land | Pos | Namn |
| -- | ---- | --- | ---- |

| Nr | Land | Pos | Namn |
| -- | ---- | --- | ---- |

| Nr | Land | Pos | Namn |
| -- | ---- | --- | ---- |

### IFK Norrköping

#### Vinterövergångar 2017/2018
| Nr | Land       | Pos | Namn                                                     |
| -- | ---------- | --- | -------------------------------------------------------- |
|    | Sverige    | MV  | Isak Pettersson (från Halmstads BK)                      |
|    | Luxemburg  | F   | Lars Krogh Gerson (från GIF Sundsvall)                   |
|    | Sverige    | A   | Jordan Larsson (från NEC Nijmegen)                       |
|    | Sverige    | MF  | Hampus Lönn (från Assyriska IF)                          |
|    | Costa Rica | F   | Ian Smith (från Santos de Guápiles)                      |
|    | Sverige    | MF  | Simon Thern (från Heerenveen)                            |
|    | Sverige    | MV  | Gustav Jansson (från Åtvidabergs FF)                     |
|    | Sverige    | F   | Tarik Hamza (Uppflyttad från U19-laget)                  |
|    | Sverige    | MF  | Felix Bengtsson (Uppflyttad från U19-laget)              |
|    | Sverige    | MV  | Julius Lindgren (Återvänder efter lån från Husqvarna FF) |
|    | Sverige    | MF  | Gentrit Citaku (Återvänder efter lån från IFK Värnamo)   |

| Nr | Land       | Pos | Namn                                                     |
| -- | ---------- | --- | -------------------------------------------------------- |
|    | Sverige    | MV  | Isak Pettersson (från Halmstads BK)                      |
|    | Luxemburg  | F   | Lars Krogh Gerson (från GIF Sundsvall)                   |
|    | Sverige    | A   | Jordan Larsson (från NEC Nijmegen)                       |
|    | Sverige    | MF  | Hampus Lönn (från Assyriska IF)                          |
|    | Costa Rica | F   | Ian Smith (från Santos de Guápiles)                      |
|    | Sverige    | MF  | Simon Thern (från Heerenveen)                            |
|    | Sverige    | MV  | Gustav Jansson (från Åtvidabergs FF)                     |
|    | Sverige    | F   | Tarik Hamza (Uppflyttad från U19-laget)                  |
|    | Sverige    | MF  | Felix Bengtsson (Uppflyttad från U19-laget)              |
|    | Sverige    | MV  | Julius Lindgren (Återvänder efter lån från Husqvarna FF) |
|    | Sverige    | MF  | Gentrit Citaku (Återvänder efter lån från IFK Värnamo)   |

| Nr | Land     | Pos | Namn                                         |
| -- | -------- | --- | -------------------------------------------- |
| 30 | Kroatien | F   | Nikola Tkalčić (till Sarpsborg)              |
| 1  | Norge    | MV  | Aslak Falch (till Sarpsborg)                 |
| 21 | Sverige  | MF  | Andreas Hadenius (till Halmstads BK)         |
| -  | Sverige  | F   | Mohanad Jeahze (till IF Brommapojkarna)      |
| 15 | Sverige  | F   | Marcus Falk-Olander (Avslutat karriären)     |
| -  | Sverige  | F   | Erik Lindell (Utlånad till Degerfors IF)     |
| -  | Sverige  | MF  | Hampus Lönn (Utlånad till IF Sylvia)         |
| 26 | Sverige  | A   | Adin Bukva (Utlånad till Åtvidabergs FF)     |
| 16 | Sverige  | MF  | Pontus Almqvist (Utlånad till Varbergs BoIS) |

| Nr | Land     | Pos | Namn                                         |
| -- | -------- | --- | -------------------------------------------- |
| 30 | Kroatien | F   | Nikola Tkalčić (till Sarpsborg)              |
| 1  | Norge    | MV  | Aslak Falch (till Sarpsborg)                 |
| 21 | Sverige  | MF  | Andreas Hadenius (till Halmstads BK)         |
| -  | Sverige  | F   | Mohanad Jeahze (till IF Brommapojkarna)      |
| 15 | Sverige  | F   | Marcus Falk-Olander (Avslutat karriären)     |
| -  | Sverige  | F   | Erik Lindell (Utlånad till Degerfors IF)     |
| -  | Sverige  | MF  | Hampus Lönn (Utlånad till IF Sylvia)         |
| 26 | Sverige  | A   | Adin Bukva (Utlånad till Åtvidabergs FF)     |
| 16 | Sverige  | MF  | Pontus Almqvist (Utlånad till Varbergs BoIS) |

#### Sommarövergångar 2018
| Nr | Land | Pos | Namn |
| -- | ---- | --- | ---- |

| Nr | Land | Pos | Namn |
| -- | ---- | --- | ---- |

| Nr | Land | Pos | Namn |
| -- | ---- | --- | ---- |

| Nr | Land | Pos | Namn |
| -- | ---- | --- | ---- |

### IK Sirius

#### Vinterövergångar 2017/2018
| Nr | Land            | Pos | Namn                                     |
| -- | --------------- | --- | ---------------------------------------- |
|    | Sverige         | MF  | Charbel Georges (från Syrianska FC)      |
|    | Sverige         | F   | Axel Björnström (från Vasalunds IF)      |
|    | Nigeria         | MF  | Henry Offia (från FC Dynamo)             |
|    | Sverige         | F   | Tim Björkström (från Djurgårdens IF)     |
|    | Sverige         | MV  | Gustav Nyberg (från AIK U19)             |
|    | Sverige         | MF  | Mauricio Albornoz (från AFC Eskilstuna)  |
|    | Elfenbenskusten | MF  | Abdul Razak (från IFK Göteborg)          |
|    | Sverige         | MF  | Omar Eddahri (från AFC Eskilstuna)       |
|    | Sverige         | F   | Linus Nygren (Uppflyttad från U19-laget) |
|    | Sverige         | MF  | Sherko Faiqi (Uppflyttad från U19-laget) |

| Nr | Land            | Pos | Namn                                     |
| -- | --------------- | --- | ---------------------------------------- |
|    | Sverige         | MF  | Charbel Georges (från Syrianska FC)      |
|    | Sverige         | F   | Axel Björnström (från Vasalunds IF)      |
|    | Nigeria         | MF  | Henry Offia (från FC Dynamo)             |
|    | Sverige         | F   | Tim Björkström (från Djurgårdens IF)     |
|    | Sverige         | MV  | Gustav Nyberg (från AIK U19)             |
|    | Sverige         | MF  | Mauricio Albornoz (från AFC Eskilstuna)  |
|    | Elfenbenskusten | MF  | Abdul Razak (från IFK Göteborg)          |
|    | Sverige         | MF  | Omar Eddahri (från AFC Eskilstuna)       |
|    | Sverige         | F   | Linus Nygren (Uppflyttad från U19-laget) |
|    | Sverige         | MF  | Sherko Faiqi (Uppflyttad från U19-laget) |

| Nr | Land    | Pos | Namn                                       |
| -- | ------- | --- | ------------------------------------------ |
| 21 | Sverige | MF  | Andreas Eriksson (Avslutat karriären)      |
| 9  | Sverige | A   | Ante Björkebaum (Avslutat karriären)       |
| 20 | Sverige | MF  | Diego Montiel (till Örgryte IS)            |
| 7  | Sverige | MF  | Niklas Busch Thor (Avslutat karriären)     |
| 16 | Sverige | F   | Johan Andersson (till Djurgårdens IF)      |
| 2  | Sverige | F   | Jakob Bergman (till Varbergs BoIS)         |
| -  | Sverige | F   | Gustav Thörn (till Sandvikens IF)          |
| 13 | Sverige | F   | Kyria Kambusi (till Sandvikens IF)         |
| 8  | Sverige | MF  | Kim Skoglund (till GIF Sundsvall)          |
| 11 | Sverige | MF  | Alexander Nilsson (till IF Brommapojkarna) |
| 30 | Sverige | MV  | Lukas Jonsson (Utlånad till Mjöndalen)     |
| 17 | Sverige | A   | Zackarias Faour (Utlånad till Östers IF)   |

| Nr | Land    | Pos | Namn                                       |
| -- | ------- | --- | ------------------------------------------ |
| 21 | Sverige | MF  | Andreas Eriksson (Avslutat karriären)      |
| 9  | Sverige | A   | Ante Björkebaum (Avslutat karriären)       |
| 20 | Sverige | MF  | Diego Montiel (till Örgryte IS)            |
| 7  | Sverige | MF  | Niklas Busch Thor (Avslutat karriären)     |
| 16 | Sverige | F   | Johan Andersson (till Djurgårdens IF)      |
| 2  | Sverige | F   | Jakob Bergman (till Varbergs BoIS)         |
| -  | Sverige | F   | Gustav Thörn (till Sandvikens IF)          |
| 13 | Sverige | F   | Kyria Kambusi (till Sandvikens IF)         |
| 8  | Sverige | MF  | Kim Skoglund (till GIF Sundsvall)          |
| 11 | Sverige | MF  | Alexander Nilsson (till IF Brommapojkarna) |
| 30 | Sverige | MV  | Lukas Jonsson (Utlånad till Mjöndalen)     |
| 17 | Sverige | A   | Zackarias Faour (Utlånad till Östers IF)   |

#### Sommarövergångar 2018
| Nr | Land    | Pos | Namn                                |
| -- | ------- | --- | ----------------------------------- |
|    | Sverige | MF  | Sylvin Kayembe (från BKV Norrtälje) |

| Nr | Land    | Pos | Namn                                |
| -- | ------- | --- | ----------------------------------- |
|    | Sverige | MF  | Sylvin Kayembe (från BKV Norrtälje) |

| Nr | Land    | Pos | Namn                               |
| -- | ------- | --- | ---------------------------------- |
| 9  | Sverige | MF  | Omar Eddahri (till Ittihad Tanger) |

| Nr | Land    | Pos | Namn                               |
| -- | ------- | --- | ---------------------------------- |
| 9  | Sverige | MF  | Omar Eddahri (till Ittihad Tanger) |

### Kalmar FF

#### Vinterövergångar 2017/2018
| Nr | Land      | Pos | Namn                                                         |
| -- | --------- | --- | ------------------------------------------------------------ |
|    | Sverige   | MV  | Hampus Strömgren (från Mjällby AIF)                          |
|    | Nigeria   | F   | Chima Akas (från Enyimba)                                    |
|    | Brasilien | MF  | Hiago (från Fortaleza)                                       |
|    | Nigeria   | F   | Gbenga Arokoyo (från Atlanta United)                         |
|    | Sverige   | MF  | Melker Hallberg (Inlånad från Udinese)                       |
|    | Brasilien | A   | Nixon (Inlånad från Flamengo)                                |
|    | Sverige   | F   | Sebastian Ramhorn (Återvänder efter lån från Åtvidabergs FF) |
|    | Sverige   | F   | Johan Ramhorn (Återvänder efter lån från Åtvidabergs FF)     |

| Nr | Land      | Pos | Namn                                                         |
| -- | --------- | --- | ------------------------------------------------------------ |
|    | Sverige   | MV  | Hampus Strömgren (från Mjällby AIF)                          |
|    | Nigeria   | F   | Chima Akas (från Enyimba)                                    |
|    | Brasilien | MF  | Hiago (från Fortaleza)                                       |
|    | Nigeria   | F   | Gbenga Arokoyo (från Atlanta United)                         |
|    | Sverige   | MF  | Melker Hallberg (Inlånad från Udinese)                       |
|    | Brasilien | A   | Nixon (Inlånad från Flamengo)                                |
|    | Sverige   | F   | Sebastian Ramhorn (Återvänder efter lån från Åtvidabergs FF) |
|    | Sverige   | F   | Johan Ramhorn (Återvänder efter lån från Åtvidabergs FF)     |

| Nr | Land             | Pos | Namn                                              |
| -- | ---------------- | --- | ------------------------------------------------- |
| 11 | Sverige          | A   | David Elm (till Johansfors IF)                    |
| 14 | Sverige          | F   | Stefan Larsson (Avslutat karriären)               |
| 17 | Brasilien        | A   | Romário (till Ceará)                              |
| 16 | Sverige          | A   | Philip Hellquist (till PAS Giannina)              |
| 28 | Sverige          | MF  | Jonathan Ring (till Djurgårdens IF)               |
| 4  | Chile            | F   | Marko Biskupović (till Union La Calera)           |
| 35 | Sverige          | F   | Adel Ziarat Zadeh (till Umeå FC)                  |
| 7  | Norge            | MF  | Harmeet Singh (till Sarpsborg 08)                 |
| 21 | Sverige          | F   | Anton Maikkula (Utlånad till IFK Värnamo)         |
| 30 | Sverige          | MV  | John Håkansson (Utlånad till Åtvidabergs FF)      |
| 12 | Uganda           | A   | Lumala Abdu (Utlånad till IFK Värnamo)            |
| 20 | Sverige          | MF  | Carl Johansson (Utlånad till Östers IF)           |
| 18 | Palestina (stat) | MF  | Mahmoud Eid (Utlånad till Mjöndalen)              |
| 3  | Sverige          | F   | Sebastian Starke Hedlund (Utlånad till Mjöndalen) |

| Nr | Land             | Pos | Namn                                              |
| -- | ---------------- | --- | ------------------------------------------------- |
| 11 | Sverige          | A   | David Elm (till Johansfors IF)                    |
| 14 | Sverige          | F   | Stefan Larsson (Avslutat karriären)               |
| 17 | Brasilien        | A   | Romário (till Ceará)                              |
| 16 | Sverige          | A   | Philip Hellquist (till PAS Giannina)              |
| 28 | Sverige          | MF  | Jonathan Ring (till Djurgårdens IF)               |
| 4  | Chile            | F   | Marko Biskupović (till Union La Calera)           |
| 35 | Sverige          | F   | Adel Ziarat Zadeh (till Umeå FC)                  |
| 7  | Norge            | MF  | Harmeet Singh (till Sarpsborg 08)                 |
| 21 | Sverige          | F   | Anton Maikkula (Utlånad till IFK Värnamo)         |
| 30 | Sverige          | MV  | John Håkansson (Utlånad till Åtvidabergs FF)      |
| 12 | Uganda           | A   | Lumala Abdu (Utlånad till IFK Värnamo)            |
| 20 | Sverige          | MF  | Carl Johansson (Utlånad till Östers IF)           |
| 18 | Palestina (stat) | MF  | Mahmoud Eid (Utlånad till Mjöndalen)              |
| 3  | Sverige          | F   | Sebastian Starke Hedlund (Utlånad till Mjöndalen) |

#### Sommarövergångar 2018
| Nr | Land      | Pos | Namn                         |
| -- | --------- | --- | ---------------------------- |
|    | Brasilien | MF  | Jajá (Inlånad från Flamengo) |

| Nr | Land      | Pos | Namn                         |
| -- | --------- | --- | ---------------------------- |
|    | Brasilien | MF  | Jajá (Inlånad från Flamengo) |

| Nr | Land | Pos | Namn |
| -- | ---- | --- | ---- |

| Nr | Land | Pos | Namn |
| -- | ---- | --- | ---- |

### Malmö FF

#### Vinterövergångar 2017/2018
| Nr | Land      | Pos | Namn                                             |
| -- | --------- | --- | ------------------------------------------------ |
|    | Sverige   | F   | Eric Larsson (från GIF Sundsvall)                |
|    | Island    | MF  | Arnór Ingvi Traustason (från Rapid Wien)         |
|    | Sverige   | F   | Egzon Binaku (från BK Häcken)                    |
|    | Komorerna | MF  | Fouad Bachirou (från Östersunds FK)              |
|    | Danmark   | MF  | Søren Rieks (från IFK Göteborg)                  |
|    | Sverige   | MF  | Isak Ssewankambo (Inlånad från Molde)            |
|    | Sverige   | F   | Hugo Andersson (Uppflyttad från U19-laget)       |
|    | Sverige   | MF  | Felix Konstandeliasz (Uppflyttad från U19-laget) |
|    | Sverige   | F   | Anton Kralj (Uppflyttad från U19-laget)          |
|    | Sverige   | MV  | Mathias Nilsson (Uppflyttad från U19-laget)      |
|    | Sverige   | MF  | Laorent Shabani (Uppflyttad från U19-laget)      |
|    | Sverige   | MV  | Jakob Tånnander (Uppflyttad från U19-laget)      |

| Nr | Land      | Pos | Namn                                             |
| -- | --------- | --- | ------------------------------------------------ |
|    | Sverige   | F   | Eric Larsson (från GIF Sundsvall)                |
|    | Island    | MF  | Arnór Ingvi Traustason (från Rapid Wien)         |
|    | Sverige   | F   | Egzon Binaku (från BK Häcken)                    |
|    | Komorerna | MF  | Fouad Bachirou (från Östersunds FK)              |
|    | Danmark   | MF  | Søren Rieks (från IFK Göteborg)                  |
|    | Sverige   | MF  | Isak Ssewankambo (Inlånad från Molde)            |
|    | Sverige   | F   | Hugo Andersson (Uppflyttad från U19-laget)       |
|    | Sverige   | MF  | Felix Konstandeliasz (Uppflyttad från U19-laget) |
|    | Sverige   | F   | Anton Kralj (Uppflyttad från U19-laget)          |
|    | Sverige   | MV  | Mathias Nilsson (Uppflyttad från U19-laget)      |
|    | Sverige   | MF  | Laorent Shabani (Uppflyttad från U19-laget)      |
|    | Sverige   | MV  | Jakob Tånnander (Uppflyttad från U19-laget)      |

| Nr | Land    | Pos | Namn                                              |
| -- | ------- | --- | ------------------------------------------------- |
| 10 | Norge   | MF  | Magnus Wolff Eikrem (till Seattle Sounders)       |
| 3  | Sverige | F   | Anton Tinnerholm (till New York City)             |
| 25 | Uruguay | F   | Felipe Carvalho (till Vålerengen)                 |
| 23 | Norge   | MF  | Jo Inge Berget (till New York City)               |
| 5  | Sverige | MF  | Erdal Rakip (till Benfica)                        |
| 7  | Danmark | MF  | Anders Christiansen (till Gent)                   |
| -  | Sverige | MF  | Erik Andersson (till Trelleborgs FF)              |
| -  | Sverige | MV  | Marko Johansson (Utlånad till Trelleborgs FF)     |
| -  | Sverige | MV  | Jakob Tånnander (Utlånad till Lunds BK)           |
| -  | Sverige | F   | Anton Kralj (Utlånad till Gefle IF)               |
| -  | Sverige | MV  | Sixten Mohlin (Utlånad till Dalkurd FF)           |
| 37 | Sverige | F   | Dennis Hadzikadunic (Utlånad till Trelleborgs FF) |
| 33 | Sverige | A   | Teddy Bergqvist (Utlånad till Varbergs BoIS)      |

| Nr | Land    | Pos | Namn                                              |
| -- | ------- | --- | ------------------------------------------------- |
| 10 | Norge   | MF  | Magnus Wolff Eikrem (till Seattle Sounders)       |
| 3  | Sverige | F   | Anton Tinnerholm (till New York City)             |
| 25 | Uruguay | F   | Felipe Carvalho (till Vålerengen)                 |
| 23 | Norge   | MF  | Jo Inge Berget (till New York City)               |
| 5  | Sverige | MF  | Erdal Rakip (till Benfica)                        |
| 7  | Danmark | MF  | Anders Christiansen (till Gent)                   |
| -  | Sverige | MF  | Erik Andersson (till Trelleborgs FF)              |
| -  | Sverige | MV  | Marko Johansson (Utlånad till Trelleborgs FF)     |
| -  | Sverige | MV  | Jakob Tånnander (Utlånad till Lunds BK)           |
| -  | Sverige | F   | Anton Kralj (Utlånad till Gefle IF)               |
| -  | Sverige | MV  | Sixten Mohlin (Utlånad till Dalkurd FF)           |
| 37 | Sverige | F   | Dennis Hadzikadunic (Utlånad till Trelleborgs FF) |
| 33 | Sverige | A   | Teddy Bergqvist (Utlånad till Varbergs BoIS)      |

#### Sommarövergångar 2018
| Nr | Land    | Pos | Namn                                 |
| -- | ------- | --- | ------------------------------------ |
| 14 | Danmark | MF  | Anders Christiansen (från Gent)      |
|    | Sverige | F   | Marcus Antonsson (från Leeds United) |
|    | USA     | MF  | Romain Gall (från GIF Sundsvall)     |

| Nr | Land    | Pos | Namn                                 |
| -- | ------- | --- | ------------------------------------ |
| 14 | Danmark | MF  | Anders Christiansen (från Gent)      |
|    | Sverige | F   | Marcus Antonsson (från Leeds United) |
|    | USA     | MF  | Romain Gall (från GIF Sundsvall)     |

| Nr | Land    | Pos | Namn                                 |
| -- | ------- | --- | ------------------------------------ |
| 21 | Ghana   | MF  | Kingsley Sarfo (Klubb ej klar)       |
| 32 | Sverige | MF  | Mattias Svanberg (till Bologna F.C.) |
| 37 | Sverige | F   | Dennis Hadzikadunic (till FC Rostov) |

| Nr | Land    | Pos | Namn                                 |
| -- | ------- | --- | ------------------------------------ |
| 21 | Ghana   | MF  | Kingsley Sarfo (Klubb ej klar)       |
| 32 | Sverige | MF  | Mattias Svanberg (till Bologna F.C.) |
| 37 | Sverige | F   | Dennis Hadzikadunic (till FC Rostov) |

### Trelleborgs FF

#### Vinterövergångar 2017/2018
| Nr | Land    | Pos | Namn                                                       |
| -- | ------- | --- | ---------------------------------------------------------- |
|    | Sverige | MF  | Sebastian Ohlsson (från Degerfors IF)                      |
|    | Sverige | F   | Victor Nilsson (från IFK Värnamo)                          |
|    | Sverige | MF  | Erik Andersson (från Malmö FF)                             |
|    | Sverige | MF  | Oscar Johansson (från IFK Värnamo)                         |
|    | Danmark | F   | Lasse Nielsen (från Lech Poznan)                           |
|    | Turkiet | A   | Deniz Hümmet (från Gefle IF)                               |
|    | Sverige | MV  | Marko Johansson (Inlånad från Malmö FF)                    |
|    | Sverige | F   | Dennis Hadzikadunic (Inlånad från Malmö FF)                |
|    | Island  | A   | Óttar Magnús Karlsson (Inlånad från Molde)                 |
|    | Sverige | MV  | Merlin Nuhanovic (Uppflyttad från U19-laget)               |
|    | Sverige | A   | Noah Christoffersson (Uppflyttad från U19-laget)           |
|    | Sverige | MF  | Felix Hörberg (Uppflyttad från U19-laget)                  |
|    | Sverige | MV  | Dennis Petersson (Återvänder efter lån från FC Trelleborg) |

| Nr | Land    | Pos | Namn                                                       |
| -- | ------- | --- | ---------------------------------------------------------- |
|    | Sverige | MF  | Sebastian Ohlsson (från Degerfors IF)                      |
|    | Sverige | F   | Victor Nilsson (från IFK Värnamo)                          |
|    | Sverige | MF  | Erik Andersson (från Malmö FF)                             |
|    | Sverige | MF  | Oscar Johansson (från IFK Värnamo)                         |
|    | Danmark | F   | Lasse Nielsen (från Lech Poznan)                           |
|    | Turkiet | A   | Deniz Hümmet (från Gefle IF)                               |
|    | Sverige | MV  | Marko Johansson (Inlånad från Malmö FF)                    |
|    | Sverige | F   | Dennis Hadzikadunic (Inlånad från Malmö FF)                |
|    | Island  | A   | Óttar Magnús Karlsson (Inlånad från Molde)                 |
|    | Sverige | MV  | Merlin Nuhanovic (Uppflyttad från U19-laget)               |
|    | Sverige | A   | Noah Christoffersson (Uppflyttad från U19-laget)           |
|    | Sverige | MF  | Felix Hörberg (Uppflyttad från U19-laget)                  |
|    | Sverige | MV  | Dennis Petersson (Återvänder efter lån från FC Trelleborg) |

| Nr | Land    | Pos | Namn                                  |
| -- | ------- | --- | ------------------------------------- |
| 1  | Sverige | MV  | Fredrik Persson (Avslutat karriären)  |
| 26 | Sverige | A   | Filip Andersson (Klubb ej klar)       |
| 7  | Sverige | MF  | Kristian Haynes (Avslutat karriären)  |
| 21 | Sverige | F   | Magnus Andersson (Avslutat karriären) |
| 11 | Sverige | A   | Dino Islamovic (till Östersunds FK)   |
| 25 | Sverige | F   | Robin Jacobsson (till Assyriska FF)   |

| Nr | Land    | Pos | Namn                                  |
| -- | ------- | --- | ------------------------------------- |
| 1  | Sverige | MV  | Fredrik Persson (Avslutat karriären)  |
| 26 | Sverige | A   | Filip Andersson (Klubb ej klar)       |
| 7  | Sverige | MF  | Kristian Haynes (Avslutat karriären)  |
| 21 | Sverige | F   | Magnus Andersson (Avslutat karriären) |
| 11 | Sverige | A   | Dino Islamovic (till Östersunds FK)   |
| 25 | Sverige | F   | Robin Jacobsson (till Assyriska FF)   |

#### Sommarövergångar 2018
| Nr | Land | Pos | Namn |
| -- | ---- | --- | ---- |

| Nr | Land | Pos | Namn |
| -- | ---- | --- | ---- |

| Nr | Land    | Pos | Namn                                            |
| -- | ------- | --- | ----------------------------------------------- |
| 31 | Sverige | MV  | Merlin Nuhanovic (Utlånad till Landskrona BoIS) |

| Nr | Land    | Pos | Namn                                            |
| -- | ------- | --- | ----------------------------------------------- |
| 31 | Sverige | MV  | Merlin Nuhanovic (Utlånad till Landskrona BoIS) |

### Örebro SK

#### Vinterövergångar 2017/2018
| Nr | Land    | Pos | Namn                                         |
| -- | ------- | --- | -------------------------------------------- |
|    | Finland | F   | Albin Granlund (från IFK Mariehamn)          |
|    | Sverige | F   | Daniel Björnquist (från AFC Eskilstuna)      |
|    | Sverige | MF  | Simon Amin (från Karlslunds IF)              |
|    | Sverige | MV  | Mathias Karlsson (från Carlstad United)      |
|    | Sverige | F   | Helmer Andersson (Uppflyttad från U19-laget) |
|    | Sverige | A   | Rodin Deprem (Uppflyttad från U19-laget)     |

| Nr | Land    | Pos | Namn                                         |
| -- | ------- | --- | -------------------------------------------- |
|    | Finland | F   | Albin Granlund (från IFK Mariehamn)          |
|    | Sverige | F   | Daniel Björnquist (från AFC Eskilstuna)      |
|    | Sverige | MF  | Simon Amin (från Karlslunds IF)              |
|    | Sverige | MV  | Mathias Karlsson (från Carlstad United)      |
|    | Sverige | F   | Helmer Andersson (Uppflyttad från U19-laget) |
|    | Sverige | A   | Rodin Deprem (Uppflyttad från U19-laget)     |

| Nr | Land      | Pos | Namn                                     |
| -- | --------- | --- | ---------------------------------------- |
| 6  | Frankrike | F   | Damien Plessis (Klubb ej klar)           |
| 2  | Sverige   | F   | Patrik Haginge (Avslutat karriären)      |
| 4  | Island    | F   | Logi Valgardsson (till FH Hafnarfjördur) |
| 30 | Sverige   | MV  | Anton Fagerström (till Västerås SK)      |
| 13 | Sverige   | A   | Jonathan Lundberg (till Rynninge IK)     |
| 23 | Sverige   | MF  | Maic Sema (till NorthEast United)        |
| 8  | Finland   | MF  | Petteri Forsell (till Miedz Legnica)     |
| 7  | Sverige   | MF  | Ferhad Ayaz (till Dalkurd FF)            |

| Nr | Land      | Pos | Namn                                     |
| -- | --------- | --- | ---------------------------------------- |
| 6  | Frankrike | F   | Damien Plessis (Klubb ej klar)           |
| 2  | Sverige   | F   | Patrik Haginge (Avslutat karriären)      |
| 4  | Island    | F   | Logi Valgardsson (till FH Hafnarfjördur) |
| 30 | Sverige   | MV  | Anton Fagerström (till Västerås SK)      |
| 13 | Sverige   | A   | Jonathan Lundberg (till Rynninge IK)     |
| 23 | Sverige   | MF  | Maic Sema (till NorthEast United)        |
| 8  | Finland   | MF  | Petteri Forsell (till Miedz Legnica)     |
| 7  | Sverige   | MF  | Ferhad Ayaz (till Dalkurd FF)            |

#### Sommarövergångar 2018
| Nr | Land | Pos | Namn |
| -- | ---- | --- | ---- |

| Nr | Land | Pos | Namn |
| -- | ---- | --- | ---- |

| Nr | Land | Pos | Namn |
| -- | ---- | --- | ---- |

| Nr | Land | Pos | Namn |
| -- | ---- | --- | ---- |

### Östersunds FK

#### Vinterövergångar 2017/2018
| Nr | Land    | Pos | Namn                                 |
| -- | ------- | --- | ------------------------------------ |
|    | England | MV  | Andrew Mills (från IFK Östersund)    |
|    | Sverige | A   | Dino Islamovic (från Trelleborgs FF) |
|    | Sverige | F   | Noah Sonko Sundberg (från AIK)       |
|    | Sverige | MV  | Andreas Andersson (från Gefle IF)    |
|    | Sverige | MF  | Smajl Suljevic (från GIF Sundsvall)  |
|    | Sverige | MF  | Tesfaldet Tekie (Inlånad från Gent)  |

| Nr | Land    | Pos | Namn                                 |
| -- | ------- | --- | ------------------------------------ |
|    | England | MV  | Andrew Mills (från IFK Östersund)    |
|    | Sverige | A   | Dino Islamovic (från Trelleborgs FF) |
|    | Sverige | F   | Noah Sonko Sundberg (från AIK)       |
|    | Sverige | MV  | Andreas Andersson (från Gefle IF)    |
|    | Sverige | MF  | Smajl Suljevic (från GIF Sundsvall)  |
|    | Sverige | MF  | Tesfaldet Tekie (Inlånad från Gent)  |

| Nr | Land      | Pos | Namn                                                      |
| -- | --------- | --- | --------------------------------------------------------- |
| 20 | Syrien    | F   | Gabriel Somi (till New England Revolution)                |
| 14 | Sverige   | F   | Bobo Sollander (Avslutat karriären)                       |
| 21 | Komorerna | MF  | Fouad Bachirou (till Malmö FF)                            |
| -  | Sverige   | MF  | Sebastian Lundbäck (till Team TG FF)                      |
| -  | Sverige   | MV  | Emil Hedvall (Avslutat karriären)                         |
| 11 | Sverige   | MF  | Johan Bertilsson (till Dalkurd FF)                        |
| 15 | Sverige   | F   | Tim Björkström (Återvänder efter lån till Djurgårdens IF) |

| Nr | Land      | Pos | Namn                                                      |
| -- | --------- | --- | --------------------------------------------------------- |
| 20 | Syrien    | F   | Gabriel Somi (till New England Revolution)                |
| 14 | Sverige   | F   | Bobo Sollander (Avslutat karriären)                       |
| 21 | Komorerna | MF  | Fouad Bachirou (till Malmö FF)                            |
| -  | Sverige   | MF  | Sebastian Lundbäck (till Team TG FF)                      |
| -  | Sverige   | MV  | Emil Hedvall (Avslutat karriären)                         |
| 11 | Sverige   | MF  | Johan Bertilsson (till Dalkurd FF)                        |
| 15 | Sverige   | F   | Tim Björkström (Återvänder efter lån till Djurgårdens IF) |

#### Sommarövergångar 2018
| Nr | Land | Pos | Namn |
| -- | ---- | --- | ---- |

| Nr | Land | Pos | Namn |
| -- | ---- | --- | ---- |

| Nr | Land    | Pos | Namn                                          |
| -- | ------- | --- | --------------------------------------------- |
| 4  | Sverige | F   | Sotirios Papagiannopoulos (till FC Köpenhamn) |

| Nr | Land    | Pos | Namn                                          |
| -- | ------- | --- | --------------------------------------------- |
| 4  | Sverige | F   | Sotirios Papagiannopoulos (till FC Köpenhamn) |

## Superettan
Se Lista över fotbollsövergångar i Superettan i Sverige 2018. 